# Rennweger SV 1901
Rennweger SV 1901 of kortweg RSV is een Oostenrijkse voetbalclub uit Landstraße, een stadsdeel van de hoofdstad Wenen. De naam stamt af van de drukke verkeersstraat Rennweg.

## Geschiedenis
RSV werd op 26 februari 1901 opgericht door de broers Heinrich en Josef Klommer, Ferdinand Lausch en Alois Marischka. In 1904 werden de zwart-witte clubkleuren vastgelegd. In 1910/11 speelde de club in de tweede klasse en werd kampioen. Hierdoor promoveerde de club naar de hoogste klasse die vanaf 1911/12 officieel werd. Hierdoor zou de club de eer gehad hebben medestichter te zijn van de huidige Oostenrijkse competitie. Dit was echter buiten de andere clubs gerekend; het veld van de club was één meter te kort en er volgde een klacht. Alle wedstrijden werden geannuleerd en op 0-3-verlies gezet waardoor de club laatste in het klassement werd. ASV Hertha Wien en SC Red Star Wien bekampten elkaar voor de plaats in de hoogste klasse en het was Hertha die won. Rennweger moest dan weer een eindronde spelen om het behoud te verzekeren.
In 1919 nam de club het nieuwe stadion in gebruik waar de club nog steeds speelt. Na de Oostenrijkse Burgeroorlog schakelde de club van de VAFÖ (arbeidersvoetbalbond) om naar de Weense voetbalbond. 
In 1939/40 werd het jeugdteam kampioen en won ook de beker.
Tijdens seizoen 1971/72 overleed speler Werner Schiehl na een wedstrijd tegen LAC, oorzaak was een hersenaandoening.
In 2004/05 werd de club na 23 jaar in de Oberliga A ongeslagen kampioen en speelde slechts drie keer gelijk, doelsaldo was 149-27. Hierdoor speelt de club eindelijk opnieuw in de Wiener Stadtliga (vierde klasse).